# Lijst van muurgedichten in Nijmegen
Dit is een (onvolledige) chronologische lijst van muurgedichten in Nijmegen. Onder muurgedicht wordt hier verstaan een (deel van een) gedicht of een literaire strofe die buiten op straat te lezen is. Met grijze achtergrond gedichten die intussen verdwenen zijn.
| Geplaatst         | Titel                                                                               | Dichter                     | Straat                                   | Afbeelding                             |
| ----------------- | ----------------------------------------------------------------------------------- | --------------------------- | ---------------------------------------- | -------------------------------------- |
| 1861              | 1861. Tot hier (...) vloed (...) kolk (...) gemoed (...) volk (...) faam (...) naam | onbekend                    | Waalkade 65                              |                                        |
| 1861              | In 1860 & 1. Was de noodkreet algemeen                                              | onbekend                    | Lage Markt                               |                                        |
| 30 december 1912  | De heilige eendraght                                                                | Joost van den Vondel        | Geert Grooteplein Noord 9                |                                        |
| 1957              | Comt nu tot mi                                                                      | onbekend                    | Grote Markt                              |                                        |
| 1986              | Wie bouwt er nooit eens luchtkastelen                                               | Bart Drost                  | In de Betouwstraat/Eerste Walstraat      |                                        |
| 1986              | Sta stil wandelaar                                                                  | Jules Bogaers               | Steenstraat                              |                                        |
| 1990              | Dikwijls ver weg                                                                    | Joris Ivens                 | Joris Ivensplein                         |                                        |
| 1995              | Geweld, beteugeld in / Mijn liefde neemt de vormen van het vliegen aan              | Elly de Waard               | Niek Engelschmanlaan 45                  |                                        |
| 4 mei 1995        | Vrede                                                                               | Leo Vroman                  | Kitty de Wijzeplaats                     |                                        |
| 19 februari 2005  | Na de luchtaanval                                                                   | H.H. ter Balkt              | Graafseweg 419                           |                                        |
| 2006              | De Goffert                                                                          | Merijn Hilte                | Steinweglaan                             |                                        |
| 2007              | Wij stappen door de nachtelijke verwoeste stad                                      | Louis Paul Boon             | Arsenaalgas                              |                                        |
| 2008              | Hallo                                                                               | Victor Vroomkoning          | Ridderstraat 27                          |                                        |
| ca. 2008          | De stad is nog stil                                                                 | Tjitske Jansen              | Chopinstraat                             |                                        |
| december 2009     | Schemerleven                                                                        | Jaap Robben                 | Kwakkenbergweg 5                         |                                        |
| 2010              | Halverwege Hibernia                                                                 | H.H. ter Balkt              | Klein Bethlehem                          |                                        |
| 2010              | Mariënburg                                                                          | W.A.M. de Mul               | Mariënburg 27                            |                                        |
| 2010              | Bethlehem                                                                           | Victor Vroomkoning          | Sint Anthoniusplaats                     |                                        |
| 4 mei 2010        | Ik was geen held                                                                    | Victor Vroomkoning          | Sint Stevenskerkhof 64                   |                                        |
| 2010/2011         | Omringd door industrie                                                              | Carla Dijs                  | Molenweg                                 |                                        |
| 2011              | Soonet feur de stad                                                                 | Jan Roelofs                 | Korte Nieuwstraat 6                      |                                        |
| april 2011        | Neerbosch-Oost                                                                      | H.H. ter Balkt              | Oostkanaaldijk                           |                                        |
| 22 februari 2012  | Meteen daarna was er luchtalarm                                                     | Carli Biessels              | Marikenstraat                            |                                        |
| 2013              | Aardappelen verpieteren                                                             | onbekend                    | Daalseweg 2                              | [ noot 1 ]                             |
| 2015              | Hotspot                                                                             | Frouke Arns                 | Waalbandijk 20c                          |                                        |
| 2015              | De Poort van Hees                                                                   | Harry M.P. van de Vijfeijke | Lange Hezelstraat 107                    |                                        |
| 2015              | Tussen buren                                                                        | Frank Norbert Rieter        | St. Geertruidestraat 27                  |                                        |
| 6 februari 2015   | In Nijmegen                                                                         | Geert van Beek              | Keizer Karelplein                        |                                        |
| 15 mei 2015       | Allemanswicht                                                                       | Wam de Moor                 | Grote Markt 5 (HEMA)                     |                                        |
| 2016              | Bezoekers                                                                           | Frouke Arns                 | Waalkade 51                              |                                        |
| 2016              | 'De Kraayenhofkazerne' uit De walgvogel                                             | Jan Wolkers                 | Groesbeekseweg 163                       |                                        |
| 1 april 2016      | Wij weten nog niet hoe                                                              | Anne Vegter                 | Lentse Warande                           | Meer afbeeldingen                      |
| 18 april 2016     | Stadswaard                                                                          | Marijke Hanegraaf           | Ooijpoort/Stadswaard                     |                                        |
| 28 augustus 2016  | Een ster uit het oosten                                                             | Jaap van den Born           | Bachstraat 29 (Truus Mastpark)           |                                        |
| 1 oktober 2017    | Er na                                                                               | Pé Hawinkels                | Berg en Dalseweg 33A                     |                                        |
| 17 november 2017  | Groenfilosofietje                                                                   | Frouke Arns                 | Ooijpoort/Stadswaard                     |                                        |
| 17 november 2017  | Welkom in Nijmegen                                                                  | Amal Karam                  | Ooijpoort/Stadswaard                     |                                        |
| 26 november 2017  | Zij lieten zich de Waal overzetten                                                  | Adriaan Loosjes             | Oosterhoutsedijk                         |                                        |
| 2018              | Als je goed om je heen kijkt zie je dat alles gekleurd is                           | K. Schippers                | Arsenaalplaats                           |                                        |
| 2018              | Ontmoeting                                                                          | Amal Karam                  | Plein 1944 244                           |                                        |
| 24 augustus 2018  | Moeder, breng me naar de velden                                                     | Federico García Lorca       | Hella Haassestraat                       |                                        |
| 24 augustus 2018  | De waarheid zet uit                                                                 | Hella Haasse                | Hella Haassestraat                       |                                        |
| 30 november 2018  | Orde op zaken, dat is wat we nodig hebben                                           | Frans Kusters               | Montessorilaan 10                        | [ noot 2 ]                             |
| 13 september 2019 | Dit is een uitnodiging                                                              | Frank Boeijen               | Priemstraat 5                            |                                        |
| 20 september 2019 | Oversteken                                                                          | Marijke Hanegraaf           | Weurtseweg 478                           |                                        |
| 20 oktober 2019   | Sluitertijden                                                                       | Jan Stassen                 | Zeigelhof                                |                                        |
| 21 december 2019  | Je moet niet slapen op de Waalbrug                                                  | Dennis Gaens                | Kelfkensbos 60                           | [ noot 1 ]                             |
| 31 januari 2020   | Oude huizen aan de kade                                                             | Augusta Peaux               | Lage Markt 81                            |                                        |
| februari 2020     | Op het tippeltrottoir                                                               | Frans Kellendonk            | Kronenburgerpark                         |                                        |
| 27 maart 2020     | De Verlaten Stad                                                                    | Frank Boeijen               | Koningstraat 24                          | [ noot 1 ]                             |
| 2021              | 'Met het muziekkorps' uit De walgvogel                                              | Jan Wolkers                 | Groesbeekseweg 163                       |                                        |
| 2022              | Paso Doble                                                                          | Megchel J. Doewina          | Dobbelmancomplex                         | Paso Doble - 1987 - Megchel J. Doewina |
| 2022              | De vrolijke revolutie                                                               | Fons Strijbosch             | Batavierenweg                            |                                        |
| 2022              | Schemerleven                                                                        | Jaap Robben                 | Kwakkenbergweg 5                         |                                        |
| 2022              | Razzia, november 1942                                                               | Frouke Arns                 | Van Schaeck Mathonsingel                 |                                        |
| 2022              | 'Kijken in de tijd' uit 'Maak het mooi'                                             | Thomas Verbogt              | Lange Hezelstraat 11 Jodenberg           |                                        |
| 31 mei 2022       | 'Scheveningen, 27 januari 1942' uit "Mijn cel. Dagorde van een gevangene"           | Titus Brandsma              | Kroonstraat 114                          |                                        |
| 31 mei 2022       | 'Laten we ons niet al te egocentrisch opsluiten' uit "Vrede en Vredelievendheid"    | Titus Brandsma              | Thomas van Aquinostraat                  |                                        |
| 2022/2023         | 'Vrijheid' (Zo groot als moederliefde)                                              | Amal Karam                  | Gruitberg                                |                                        |
| 2022/2023         | 'Het is genoeg' (knoopje voor knoopje)                                              | Heidi Koren                 | Gruitberg                                |                                        |
| 2022/2023         | 'Thuis' (linksaf, rechts en lang rechtdoor)                                         | Marijke Hanegraaf           | Gruitberg                                |                                        |
| 2022/2023         | 'Een nieuwe stad' (en jij bent er)                                                  | Wout Waanders               | Gruitberg                                |                                        |
| 2022/2023         | 'Hoe we buren werden' (Tot het plots)                                               | Jaap Robben                 | Gruitberg                                |                                        |
| 2022/2023         | 'Vuilniszakken' (in hun plastic jassen)                                             | Victor Vroomkoning          | Gruitberg                                |                                        |
| 2022/2023         | 'Liefdesliedje voor Nimma' (Geratel en een stem)                                    | Frouke Arns                 | Gruitberg                                |                                        |
| 2023              | 'De Lanterfant van Appelscha'                                                       | Merijn Hilte                | Gruitberg                                |                                        |
| 2023              | 'Raaktuffen'                                                                        | Dennis Gaens                | Gruitberg                                |                                        |
| 2023              | 'De buurt heet...' uit 'De zondvloed'                                               | Jeroen Brouwers             | Lage Markt/Nonnenplaats                  |                                        |
| 12 april 2024     | Het weeshuis                                                                        | Twan Niesten                | Begijnenstraat                           |                                        |
| onbekend          | De Rozen                                                                            | Kees Stip                   | Berg en Dalseweg 285-291                 |                                        |
| onbekend          | Dit is een historisch ogenblik                                                      | Godfried Bomans             | Bisschop Hamerstraat                     |                                        |
| onbekend          | Of je nu een hap...                                                                 | Jaap Robben                 | Bloemerstraat 90 (Café de Plak)          |                                        |
| onbekend          | Rode pan                                                                            | Wilma Gosejacob             | Broerweg                                 |                                        |
| onbekend          | Als ik niet meer thuis kom                                                          | Jaap Robben                 | Castellastraat 84                        |                                        |
| onbekend          | Ego flos                                                                            | Guido Gezelle               | Daalseweg 237                            |                                        |
| onbekend          | 22 februari 1944                                                                    | Jan Leyten                  | Doddendaal 1                             | [ noot 1 ]                             |
| onbekend          | Ichthyologie                                                                        | Gerrit Achterberg           | Geert Grooteplein 29                     |                                        |
| onbekend          | Wij zullen het leven                                                                | Hans Lodeizen               | Jan de Wittstraat 13                     |                                        |
| onbekend          | Kastanjedroom                                                                       | Merijn Hilte                | Kastanjehof 25-26                        |                                        |
| onbekend          | Zij draagt een glas water de trap op                                                | H.H. ter Balkt              | Kelfkensbos 59                           | [ noot 1 ]                             |
| onbekend          | In gevaar                                                                           | A. Roland Holst             | Leuvensbroek 2010                        | In gevaar - A. Roland Holst            |
| onbekend          | De hemel was                                                                        | Jaap Robben                 | Mariënburg 37 (bioscoop LUX)             |                                        |
| onbekend          | Hoort kint                                                                          | onbekend                    | Mariënburg                               |                                        |
| onbekend          | Dit gedicht                                                                         | Jaap Robben                 | Mariënburgsestraat (zijkant bibliotheek) |                                        |
| onbekend          | Sommige kroegen zijn smal en diep als doodlopende straatjes                         | A.F.Th. van der Heijden     | Molenstraat 95                           |                                        |
| onbekend          | Doch wie de dichter kennen wil                                                      | Anton van Duinkerken        | Pieter Bondamplein                       |                                        |
| onbekend          | Orde op zaken, dat is wat we nodig hebben                                           | Frans Kusters               | Pieter Bondamplein                       |                                        |
| onbekend          | Rustoord                                                                            | Barend ter Haar             | Postweg 60                               |                                        |
| onbekend          | Have you ever heard the sound of an iceberg melting?                                | onbekend                    | Raadhuisstraat                           |                                        |
| onbekend          | Zelfportret in cijfers                                                              | Jac. Splinter               | Ridderstraat 27                          | [ noot 1 ]                             |
| onbekend          | Mei                                                                                 | Herman Gorter               | Schonckstraat                            |                                        |
| onbekend          | Een jaar in scherven ('De gelukkige helft van het leven...')                        | Koos van Zomeren            | Sint Anthoniusplaats                     |                                        |
| onbekend          | Zij staarde in de Waal                                                              | Nescio                      | Snelbinder                               |                                        |
| onbekend          | Als de Waal                                                                         | Twan Niesten                | Spoorbrugkade 3A                         |                                        |
| onbekend          | Station Nijmegen Lent                                                               | Marijke Hanegraaf           | Station Nijmegen Lent                    |                                        |
| onbekend          | Ook al verdwaal ik, ik kom toch wel ergens uit                                      | onbekend                    | Symfoniestraat 200                       |                                        |
| onbekend          | Hazelaar plantte ik                                                                 | H.H. ter Balkt              | Takenhofplein 4                          |                                        |
| onbekend          | Laat                                                                                | Leonard Nolens              | Thijmstraat 10                           |                                        |
| onbekend          | Hic stetit hic frendens...                                                          | Constantijn Huygens         | Valkhof                                  |                                        |
| onbekend          | Quem dabis haec possit...                                                           | Johannes Smetius            | Valkhof                                  |                                        |
| onbekend          | Nijmegen, over de brug                                                              | Guillaume van der Graft     | Veerpoorttrappen                         |                                        |
| onbekend          | Water? Zeg jij: water?                                                              | Noud Bles                   | Waalkade                                 | [ noot 3 ]                             |